# خيل برجفالسكي
خيل برجفالسكي (الاسم العلمي: Equus ferus przewalskii) من الخيول النادرة والمهددة بالانقراض. سهول آسيا الوسطى هي موطن هذه الخيول وبالأخص منغوليا. تتميز هذه الخيول برأسها الكبير ورقبتها القوية ويبلغ متوسط ارتفاعها 1.25 متر. أخذت هذه الخيول تسميتها من اسم مستكشفها الروسي نيقولاي برجفالسكي.

## انظر ايضاً
- غزال برجفالسكي